# Allogenes (NHC)
Allogenes, abgekürzt: Allog, ist eine gnostisch-sethianische Schrift aus der Sammlung der Nag-Hammadi-Schriften. Sie ist erhalten als dritte Schrift des elften Kodex (NHC XI,3); sie weist erhebliche Lücken auf. Die Handschrift befindet sich heute im Koptischen Museum in Kairo. Sie liegt als koptische Übersetzung vor, war aber ursprünglich sicher auf Griechisch abgefasst worden. Sie berichtet von Visionen und Auditionen, die beim Aufstieg in höhere Sphären erlebt wurden. „Allogenes“ (griech.: ’Αλλογενής, „Fremdstämmiger“) ist in dieser Schrift die Bezeichnung für Jesus. 

## Verfasser, Herkunft, Datierung
Die ersten Zeilen des Werks fehlen, der ursprüngliche Titel des Werks ist aber am Schluss als subscriptio überliefert. Verfasser und Ort der Abfassung sind unbekannt. Die Abfassungszeit dürfte im 3. Jahrhundert liegen. Der einzige bekannte Textzeuge stammt aus Nag Hammadi und wurde ungefähr in der ersten Hälfte des 4. Jahrhunderts abgeschrieben.

## Inhalt
Meist wird Allogenes der Gattung ‚Apokalypse‘ zugeordnet, die aus zwei ungefähr gleich langen Teilen besteht:

1. Im ersten Teil wird Allogenes in fünf Gesprächsgängen von der himmlischen Offenbarerin Juël über die höchsten Dinge belehrt, nämlich über die genaue Struktur des Barbelo-Äons, über den Unsichtbaren Geist, das „dreikräftige“ Prinzip und allgemeine Erkenntnis-Bedingungen dieser Dinge.
2. Im zweiten Teil tritt die Dreiheit von Salamex, Semen und Armê als Lehrer und Visionsvermittler auf. Sie sorgen für die Erleuchtung des Allogenes in Bezug auf den Barbelo-Äon. Sie führen ihn – vertreten durch "Kräfte" – stufenweise von der „Seligkeit“ über die „Lebenskraft“ zur höchsten Stufe: der „Existenz“. Dort lassen sie ihm Offenbarung über den unerkennbaren „Einen“ zukommen. Dabei warnen sie ihn mehrfach vor allzu großem Erkenntnisdrang.[3]